# Associatie van dwergbloem en hauwmos
De associatie van dwergbloem en hauwmos (Centunculo-Anthocerotetum) is een associatie uit het dwergbiezen-verbond (Nanocyperion). De associatie is kenmerkend voor (graan)akkers na de oogst, vooral bestaande uit eenjarige pionierssoorten.

## Naamgeving en codering
| Riccio glaucae-Anthocerotetum laevis Stefureac, Popescu & Lungu 1955 |

- Syntaxoncode voor Nederland (rVvN): r29Aa03

De wetenschappelijke naam Centunculo-Anthocerotetum is afgeleid van de botanische namen van twee (buiten Nederland en Vlaanderen) veel voorkomende soorten binnen de associatie, de dwergbloem (Centunculus minimus) en het zwart hauwmos (Anthoceros punctatus).

## Fysiognomie
De associatie van dwergbloem en hauwmos heeft een zeer open, laagblijvende vegetatiestructuur die is opgebouwd uit een kruid-en moslaag. De vegetatie bereikt zelden een hoogte > 10 cm.
In de kruidlaag zijn laagblijvende, eenjarige planten (therofyten) als de moerasdroogbloem bepalend, samen met tredplanten als gewoon varkensgras en straatgras.
De associatie is echter vooral gekenmerkt door een goed ontwikkelde, soortenrijke moslaag, met zowel bladmossen, levermossen en hauwmossen. Het zijn overwegend kortlevende mossen met een korte levenscyclus.

## Ecologie
Deze plantengemeenschap komt voor op akkers (vooral graanakkers) op vochtige, lemige bodem, met een gemiddelde pH en een trofiegraad.
Deze vegetatie heeft vooral nood aan een onbelemmerde lichtinval, waardoor ze zich pas ontwikkeld nadat de oogst is binnen gehaald. Men vindt ze dus het meest op stoppelvelden. Aangezien de planten elk jaar opnieuw uit zaad opgroeien, komt ze pas tot bloei in de late nazomer.

## Verspreiding
De associatie van dwergbloem en hauwmos heeft een beperkt verspreidingsgebied binnen Atlantische en sub-Atlantisch Europa. Ze is bekend van België, Nederland, Duitsland, Frankrijk, Zwitserland, Polen, Litouwen, Letland, Denemarken en Zuid-Zweden.
In Nederland komt deze associatie vooral voor op de hogere zandgronden, en is een van de meest bedreigde plantengemeenschappen.

## Diagnostische taxa
De associatie heeft in Nederland en Vlaanderen vier mossen als kensoorten, waarbij het gewoon landvorkje, een levermos, de meest frequente soort is. Ze onderscheidt zich van de andere associaties binnen het verbond door de aanwezigheid van vogelmuur, rood guichelheil en stijve klaverzuring. In de onderstaande synoptische tabel staan de belangrijkste ken- en begeleidende soorten van de associatie voor Nederland en Vlaanderen.

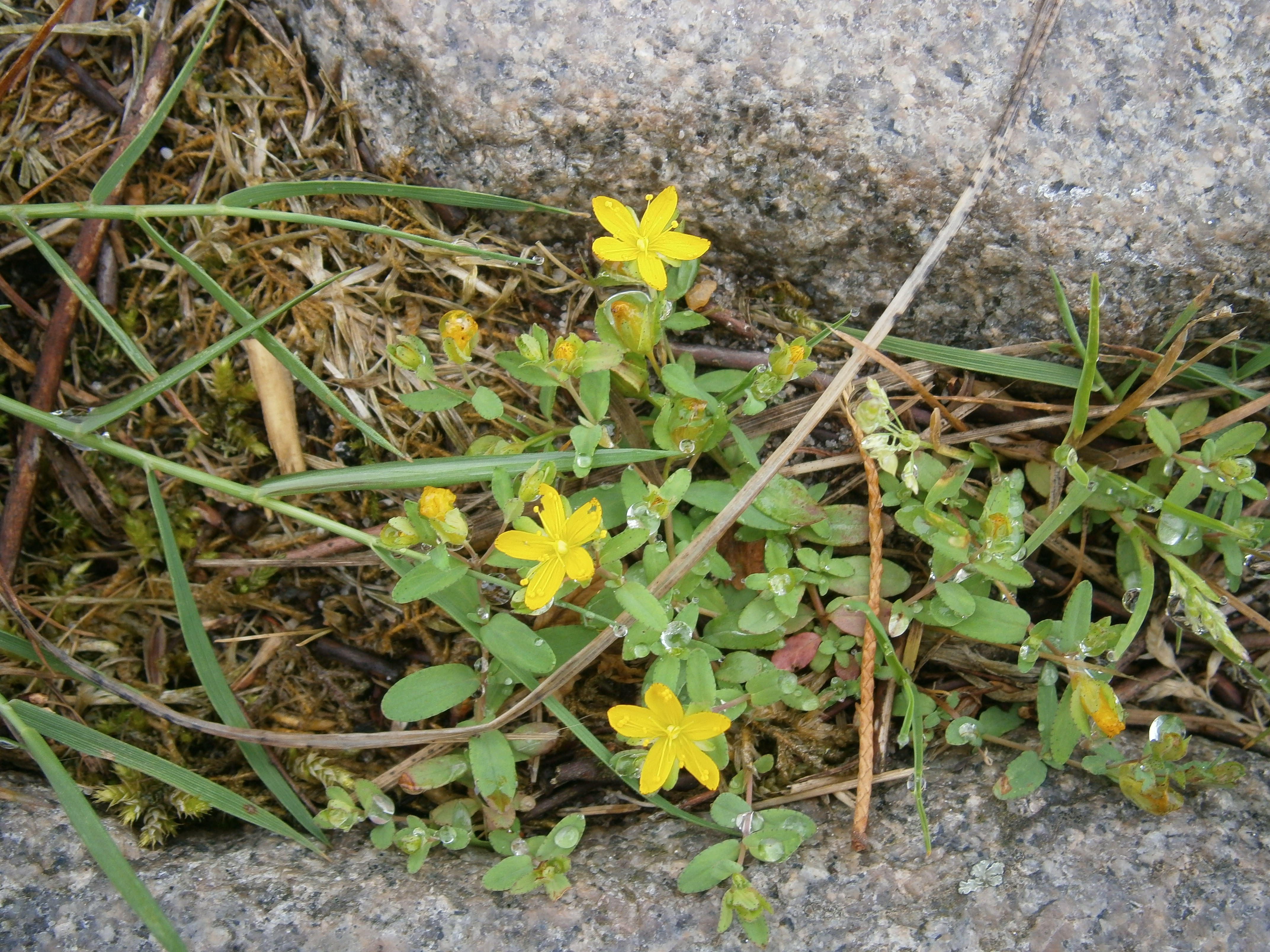
Liggend hertshooi

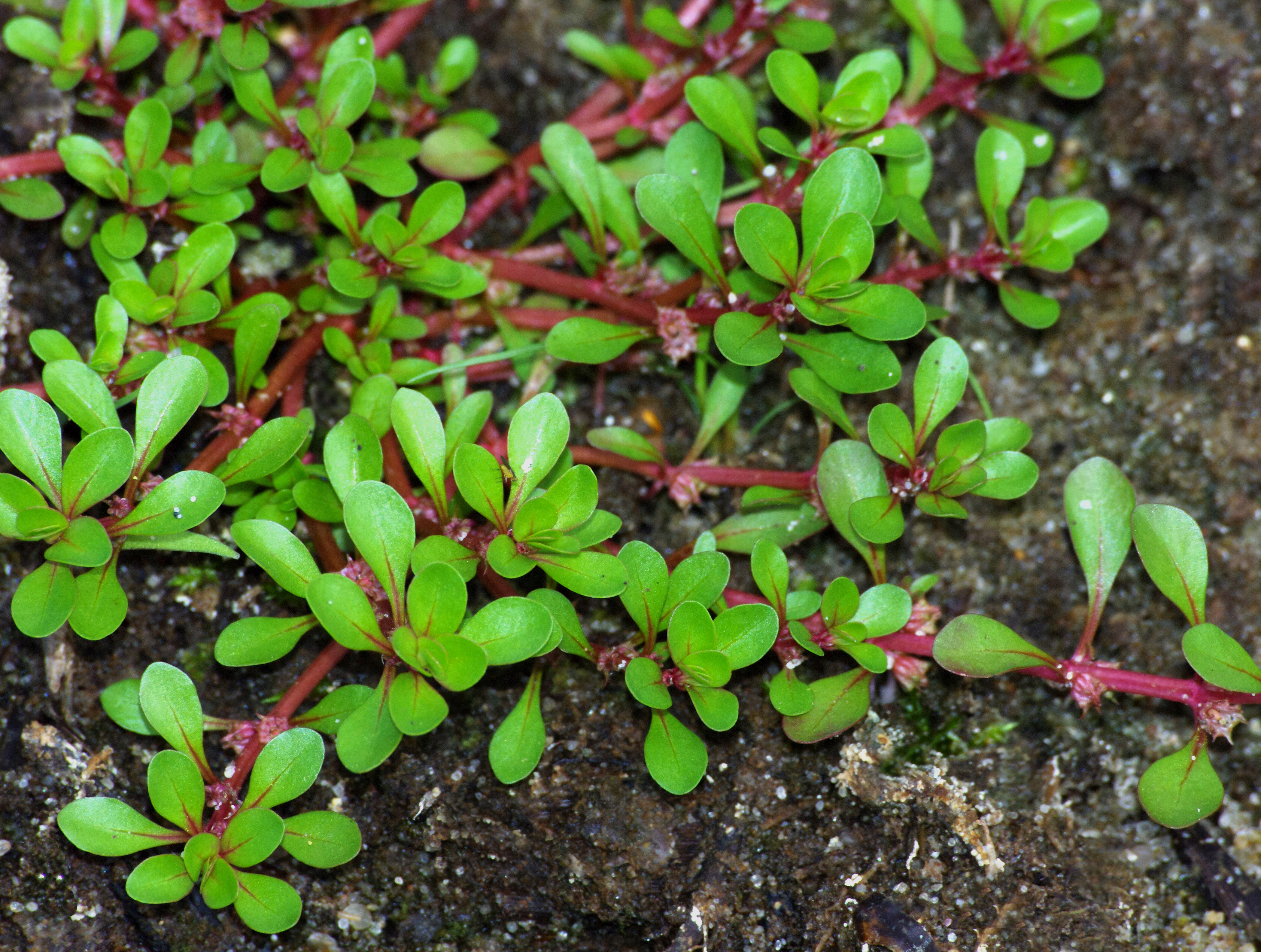
Waterpostelein

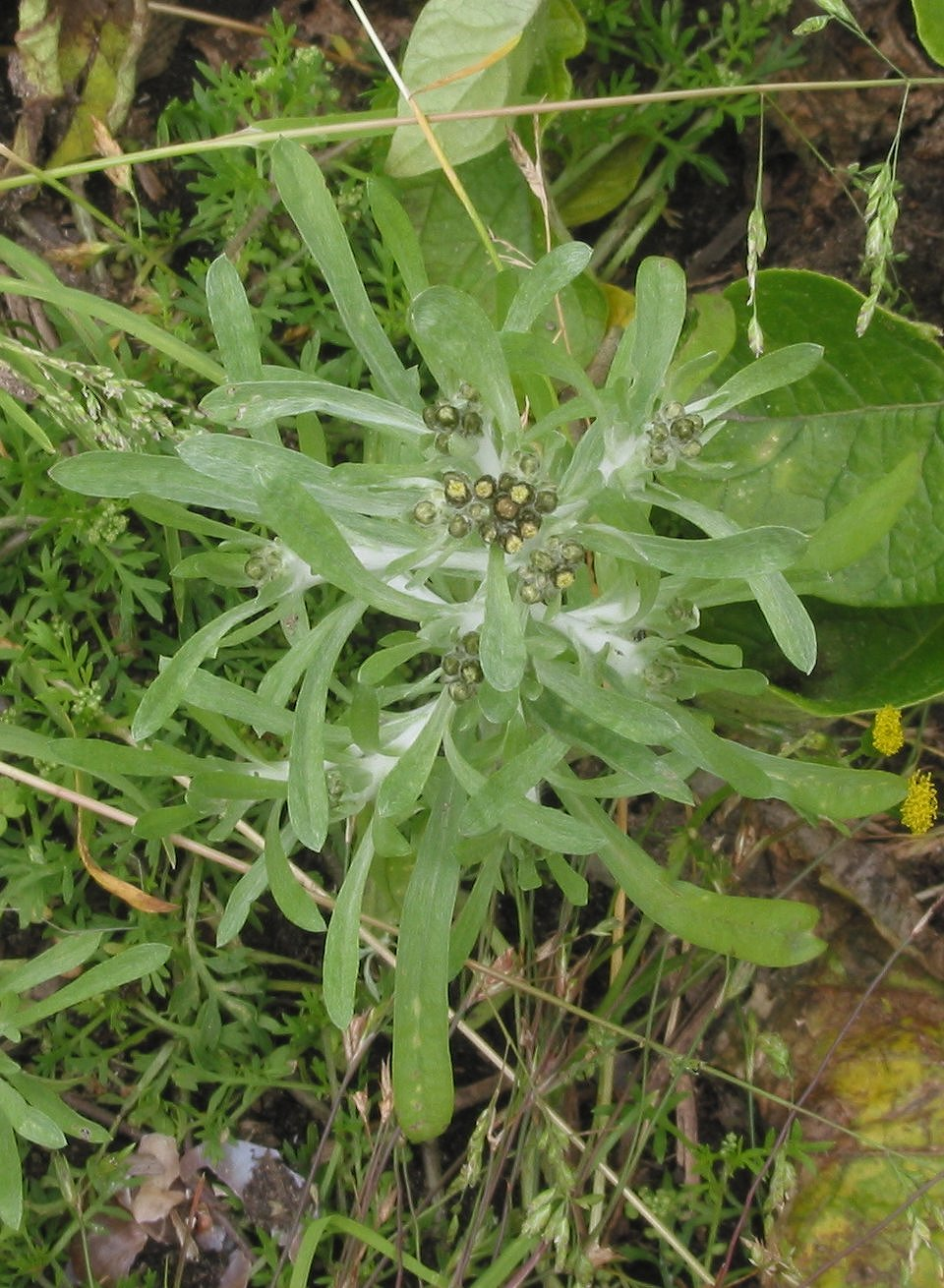
Moerasdroogbloem

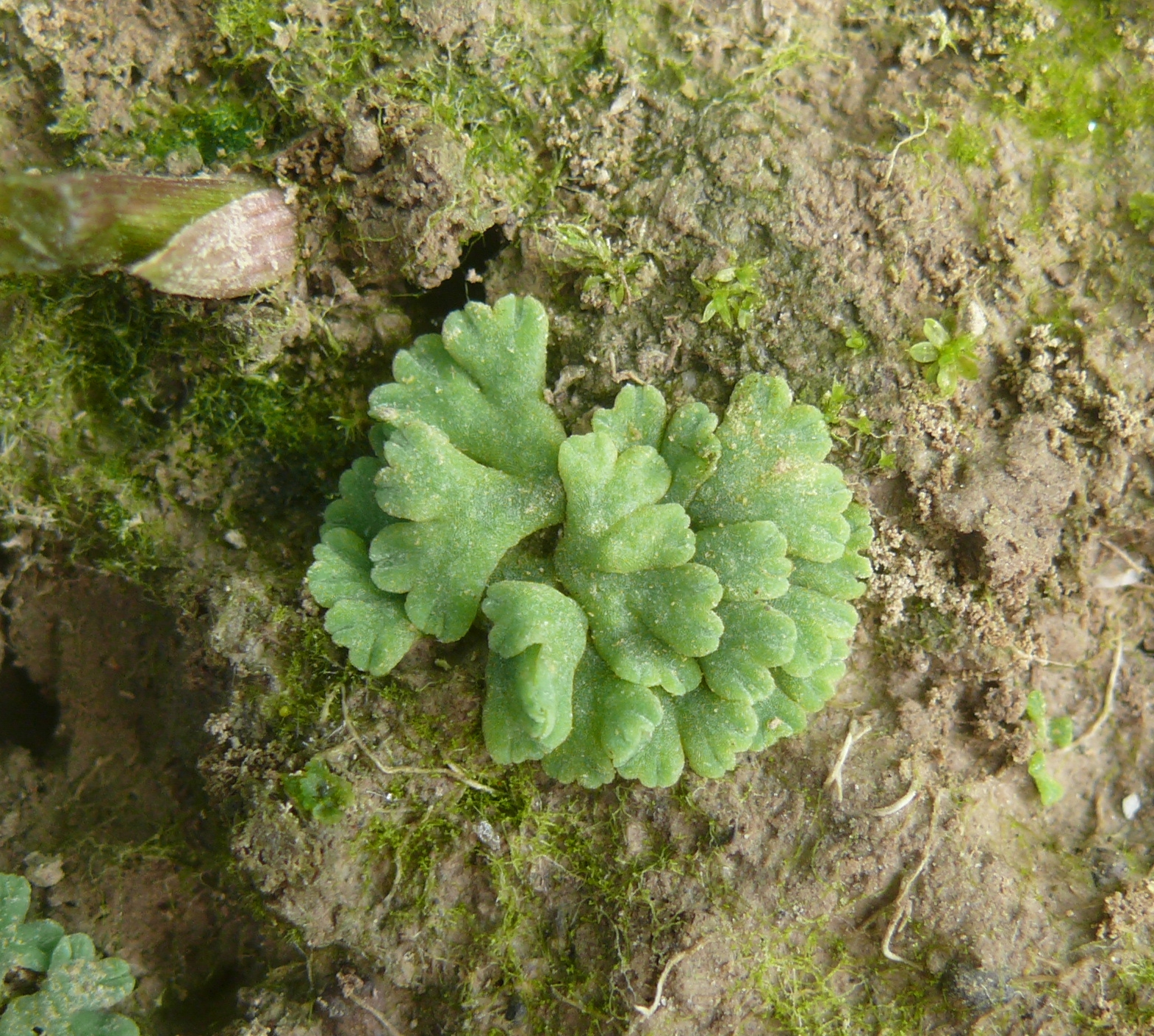
Gewoon landvorkje

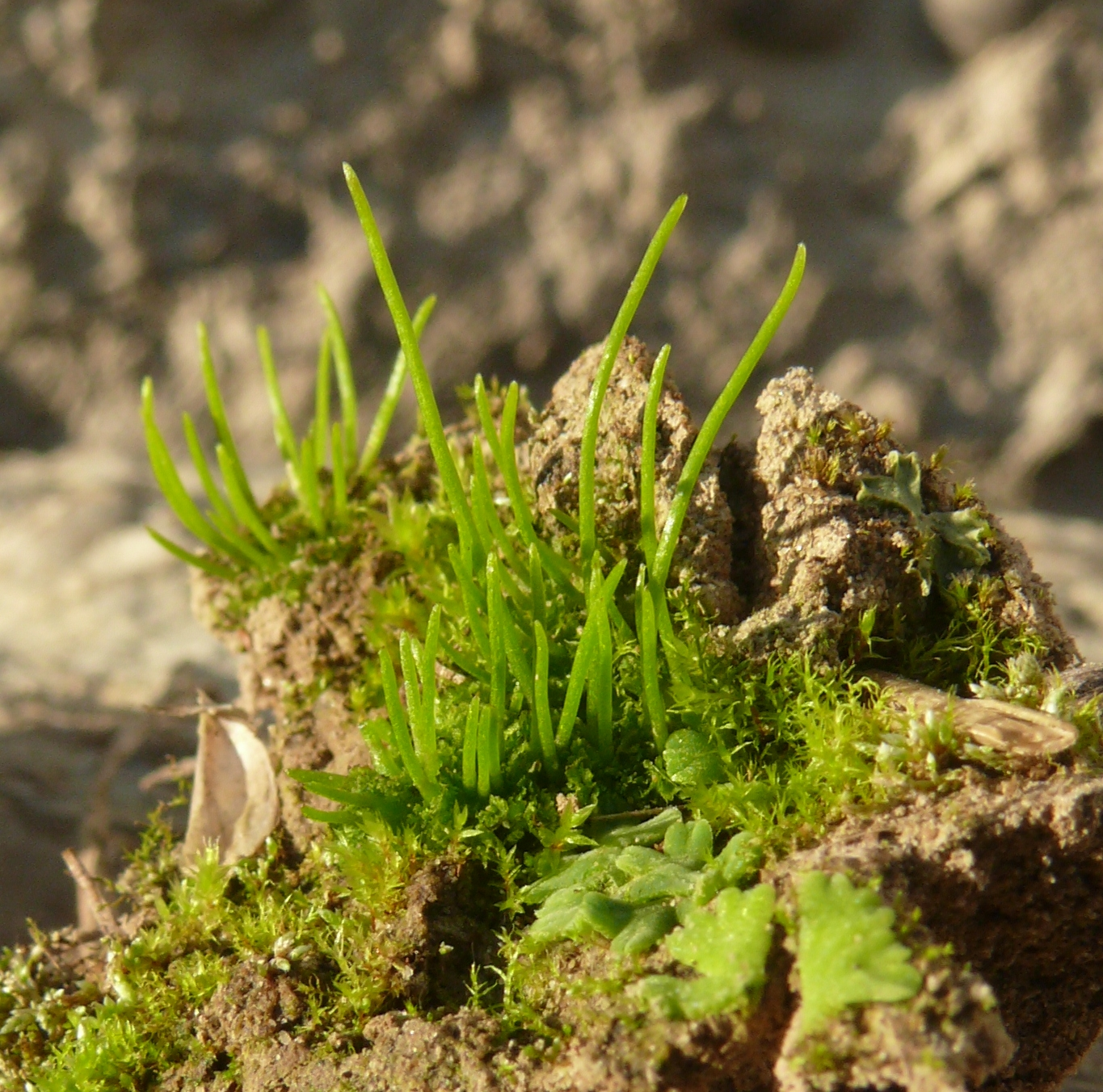
Gewoon hauwmos

Kruidlaag
| Kentaxon | Diff.soort | Abundantie | Triviale naam        | Botanische naam                     | Opmerking                               |
| -------- | ---------- | ---------- | -------------------- | ----------------------------------- | --------------------------------------- |
| kA       |            | Z          | klein bronkruid      | Montia fontana subsp. chondrosperma |                                         |
| kA       |            |            | korenschijnspurrie   | Spergularia segetalis               | uitgestorven in Nederland en Vlaanderen |
| kV       |            | F          | liggend hertshooi    | Hypericum humifusum                 |                                         |
| kV       |            | Z          | waterpostelein       | Lythrum portula                     |                                         |
| kV       |            | Z          | dwergbloem           | Centunculus minimus                 |                                         |
| kO       |            | A          | moerasdroogbloem     | Gnaphalium uliginosum               |                                         |
| kK       |            | A          | greppelrus           | Juncus bufonius                     |                                         |
|          |            | A          | liggende vetmuur     | Sagina procumbens                   |                                         |
|          |            | A          | straatgras           | Poa annua                           |                                         |
|          | dA         | F          | vogelmuur            | Stellaria media                     |                                         |
|          |            | O          | gewoon varkensgras   | Polygonum aviculare                 |                                         |
|          |            | O          | getande weegbree     | Plantago major subsp. intermedia    |                                         |
|          |            | O          | kruipende boterbloem | Ranunculus repens                   |                                         |
|          |            | O          | gewone hoornbloem    | Cerastium fontanum subsp. vulgare   |                                         |
|          |            | O          | gewone spurrie       | Spergula arvensis                   |                                         |
|          | dA         | Z          | rood guichelheil     | Anagalis arvensis                   |                                         |
|          | dA         | Z          | stijve klaverzuring  | Oxalis stricta                      |                                         |
|          | dA         | Z          | donkere vetmuur      | Sagina apetala                      |                                         |

Moslaag
| Kentaxon | Diff.soort | Abundantie | Triviale naam           | Botanische naam           | Opmerking |
| -------- | ---------- | ---------- | ----------------------- | ------------------------- | --------- |
| kA       |            | F          | gewoon landvorkje       | Riccia glauca             |           |
| kA       |            | O          | klein landvorkje        | Riccia sorocarpa          |           |
| kA       |            | O          | gewoon hauwmos          | Anthoceros agrestis       |           |
| kA       |            | O          | geel hauwmos            | Phaeoceros carolinianus   |           |
| kV       |            | O          | gewoon broedpeermos     | Pohlia annotina           |           |
| kV       |            | Z          | flesjesmos              | Blasia pusilla            |           |
| kV       |            | Z          | korreltjespeermos       | Pohlia camptotrachela     |           |
| kV       |            | Z          | gestekeld goudkorrelmos | Fossombronia wondraczekii |           |
|          |            | O          | zilvermos               | Bryum argenteum           |           |
|          |            | O          | gewoon purpersteeltje   | Ceratodon purpureus       |           |
|          | dA         | Z          | bleek peermos           | Pohlia wahlenbergii       |           |
|          |            | Z          | zwart hauwmos           | Anthoceros punctatus      |           |